# Ingonish
Ingonish è un villaggio situato sulla costa nord-orientale dell'isola di Capo Bretone, in Canada. È una popolare destinazione turistica della Contea di Victoria. Il nome potrebbe essere di origine portoghese, scelto dai pescatori che svernavano qui già nel 1521, oppure potrebbe essere di origine Micmac.

## Storia
L'esploratore francese Nicolas Denys visitò la zona a nord-est dell'isola di Capo Bretone nel 1600 e ne notò il potenziale come base operativa per le flotte di pescherecci francesi. Secondo un rapporto ufficiale inviato al Board of Trade nel 1749 dal capitano Smith, comandante della nave di guardia a Canso, c'erano 48 golette e 393 scialuppe che pescavano nei fondali al largo di Ingonish.  Si stima che la popolazione della comunità a quel tempo fosse di circa 300 persone.

## Clima
Questo villaggio presenta un clima continentale umido con lunghi inverni freddi e precipitazioni estremamente elevate: la media annua è di 1.358 millimetri, la più alta di tutto il Canada al di fuori della costa della Columbia Britannica. Da novembre a gennaio le precipitazioni avvengono in gran parte sotto forma di neve, inoltre l'area è soggetta a forti temporali e talvolta a gravi inondazioni, di solito nei mesi di febbraio, agosto e novembre.

## Turismo
Ingonish è una rinomata destinazione turistica sia estiva che invernale: ai visitatori offre infatti spiagge, percorsi escursionistici nel Parco Nazionale di Capo Bretone, piste da sci e campi da golf.